# Arthur Carius
Arthur Carius (* 1884 in Rothenschirmbach; † 1970 in Leipzig) war ein deutscher Architekt.

## Leben
Arthur Carius war ein Sohn des Fabrikbesitzers Wilhelm Carius und wuchs in Rothenschirmbach bei Eisleben auf. Im Februar 1910 promovierte er an der Technischen Hochschule Darmstadt zum Doktor-Ingenieur (Dr.-Ing.) mit einer Dissertation über die Ornamentik am oberhessischen Bauernhause, in der er die Fülle und die Vielfältigkeit der Ornamentik der Bauernhäuser vom 17. bis zum 19. Jahrhundert darstellte. Die in seiner darauf aufbauenden Publikation Schmuck am Bauernhaus gezeigten Motive sind von überregionaler Bedeutung und für viele Regionen Deutschlands und Europas charakteristisch.
Seine Hauptwirkungszeit fällt in die 1920er Jahre, stilistisch bewegte er sich im Bereich von Expressionismus und Art déco. Architekturgeschichtlich bedeutsam sind seine Rathausbauten, wofür sich besonders im Raum Leipzig Beispiele finden.

## Bauten (Auswahl)

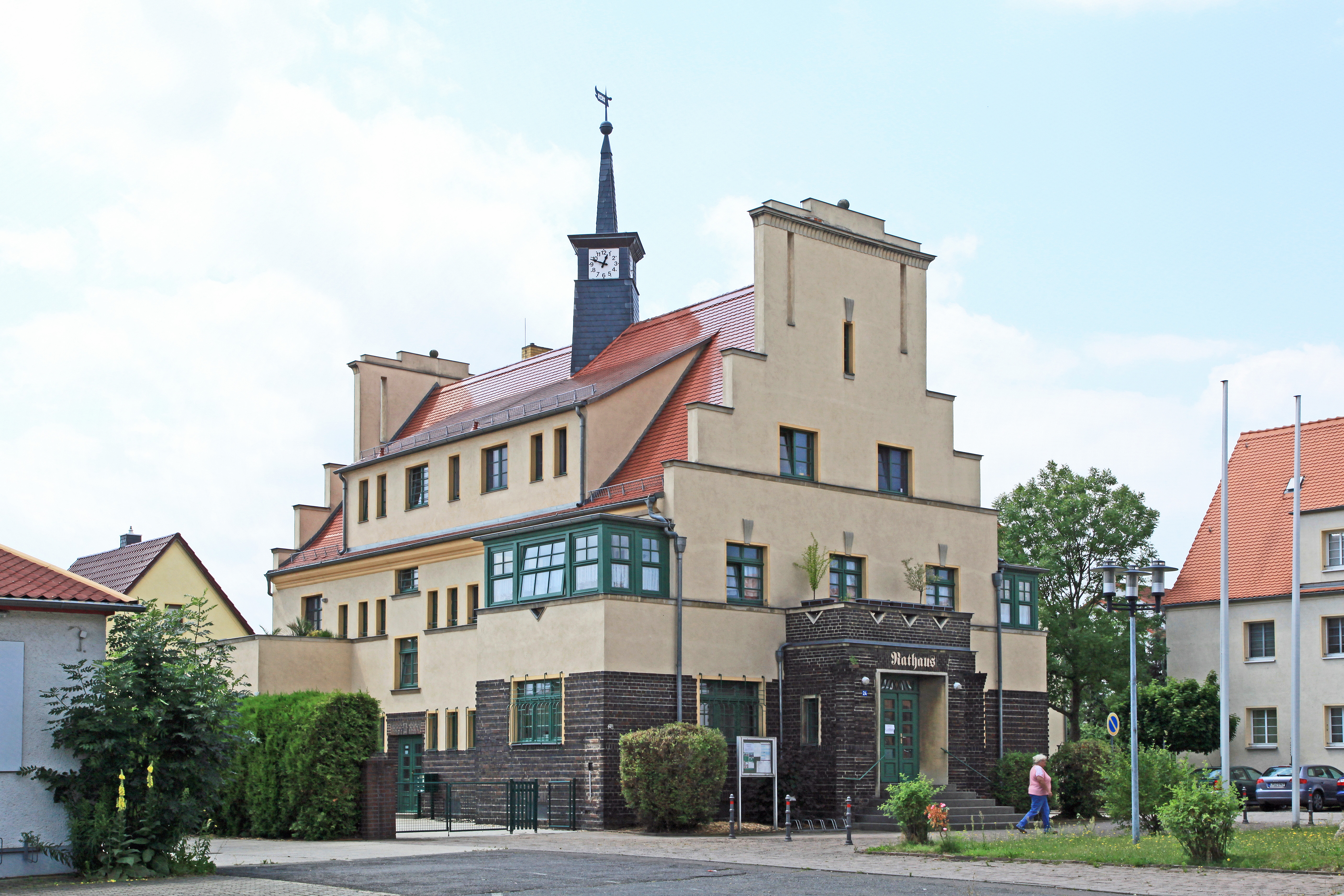
Rathaus in Rückmarsdorf

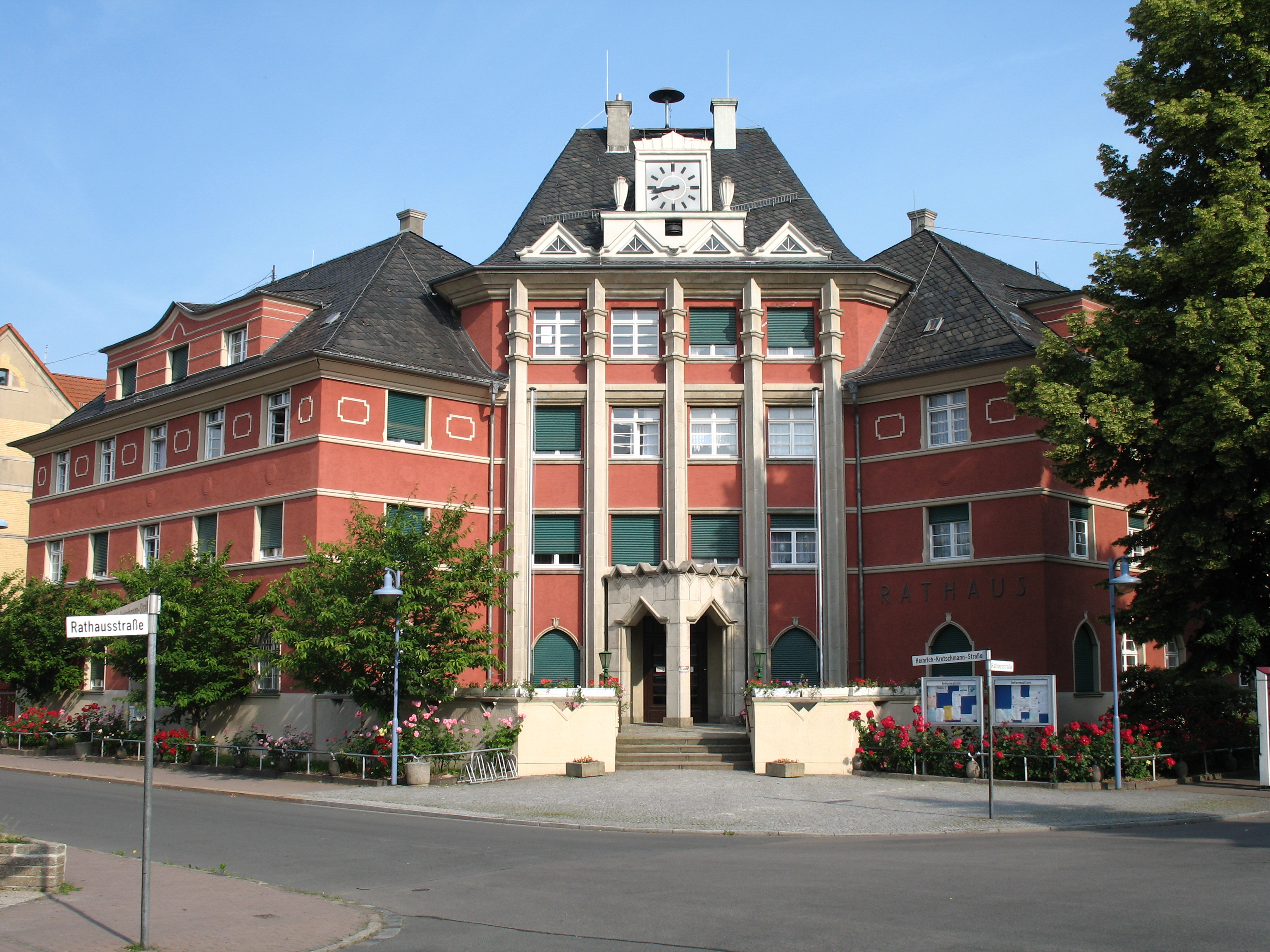
Rathaus in Borsdorf

- 1927–1928: Rathaus in (Leipzig-)Rückmarsdorf (unter Denkmalschutz)[1]
- 1928–1929: Rathaus in Borsdorf (unter Denkmalschutz)
- 1931–1932: Mehrfamilienhaus in (Leipzig-)Rückmarsdorf, Sandberg 22a (unter Denkmalschutz)[2]

## Schriften
- Ornamentik am oberhessischen Bauernhause. (Dissertation) Verlag Heinrich Keller, Frankfurt am Main 1910.
- Schmuck am Bauernhaus. (= Klassische Vorlagenbücher für den Praktiker, Band 20.) Verlag Heinrich Keller, Frankfurt am Main 1910. (als Reprint: Ed. Libri Rari im Verlag Schäfer, Hannover 1998, ISBN 3-88746-380-3.)[3]